# Liste der italienischen Fußball-Supercup-Spiele

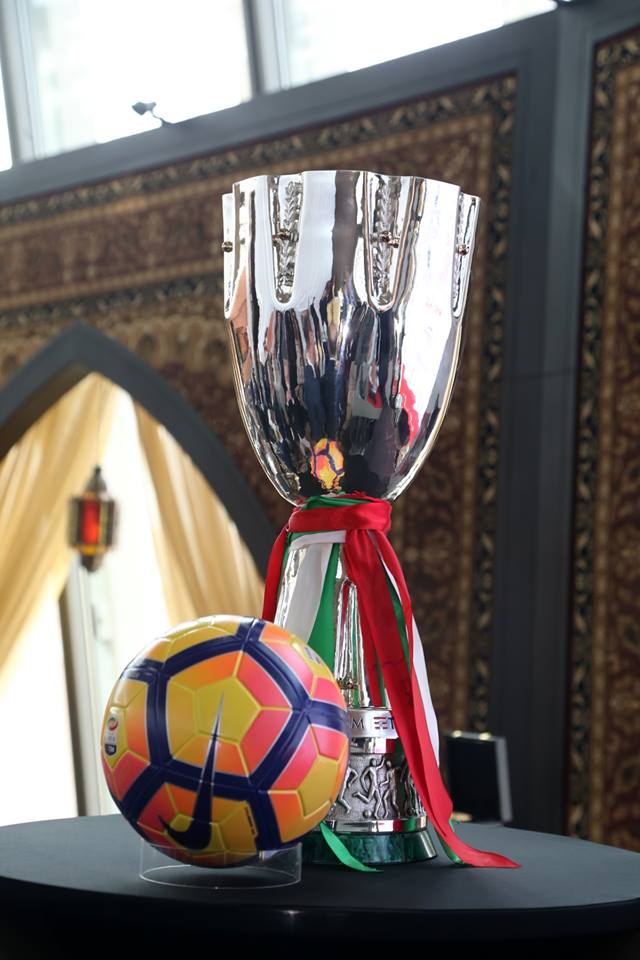
Die Trophäe der Supercoppa Italiana (2016)

Diese Liste führt alle Spiele um den italienischen Supercup (italienisch: Supercoppa Italiana) mit kompletter Statistik auf. Der Wettbewerb im Fußball wird seit 1988 jährlich zwischen dem Meister der Serie A und dem Pokalsieger ausgespielt. Sollte ein Verein beide Wettbewerbe für sich entschieden haben, tritt er gegen den unterlegenen Pokalfinalisten an.

## Die Endspiele im Überblick
Bisher fanden folgende Finalbegegnungen statt:
| Jahr | Logo            | Sieger          | Finalgegner     | Ergebnis             |
| ---- | --------------- | --------------- | --------------- | -------------------- |
| 1988 | AC Mailand      | AC Mailand      | Sampdoria Genua | 3:1                  |
| 1989 | Inter Mailand   | Inter Mailand   | Sampdoria Genua | 2:0                  |
| 1990 | SSC Neapel      | SSC Neapel      | Juventus Turin  | 5:1                  |
| 1991 | Sampdoria Genua | Sampdoria Genua | AS Rom          | 1:0                  |
| 1992 | AC Mailand      | AC Mailand      | AC Parma        | 2:1                  |
| 1993 | AC Mailand      | AC Mailand      | Torino Calcio   | 1:0                  |
| 1994 | AC Mailand      | AC Mailand      | Sampdoria Genua | 1:1 n. V., 4:3 i. E. |
| 1995 | Juventus Turin  | Juventus Turin  | AC Parma        | 1:0                  |
| 1996 | AC Florenz      | AC Florenz      | AC Mailand      | 2:1                  |
| 1997 | Juventus Turin  | Juventus Turin  | Vicenza Calcio  | 3:0                  |
| 1998 | Lazio Rom       | Lazio Rom       | Juventus Turin  | 2:1                  |
| 1999 | AC Parma        | AC Parma        | AC Mailand      | 2:1                  |
| 2000 | Lazio Rom       | Lazio Rom       | Inter Mailand   | 4:3                  |
| 2001 | AS Rom          | AS Rom          | AC Florenz      | 3:0                  |
| 2002 | Juventus Turin  | Juventus Turin  | AC Parma        | 2:1                  |
| 2003 | Juventus Turin  | Juventus Turin  | AC Mailand      | 1:1 n. V., 5:3 i. E. |
| 2004 | AC Mailand      | AC Mailand      | Lazio Rom       | 3:0                  |
| 2005 | Inter Mailand   | Inter Mailand   | Juventus Turin  | 1:0 n. V.            |
| 2006 | Inter Mailand   | Inter Mailand   | AS Rom          | 4:3 n. V.            |
| 2007 | AS Rom          | AS Rom          | Inter Mailand   | 1:0                  |
| 2008 | Inter Mailand   | Inter Mailand   | AS Rom          | 2:2 n. V., 6:5 i. E. |
| 2009 | Lazio Rom       | Lazio Rom       | Inter Mailand   | 2:1                  |
| 2010 | Inter Mailand   | Inter Mailand   | AS Rom          | 3:1                  |
| 2011 | AC Mailand      | AC Mailand      | Inter Mailand   | 2:1                  |
| 2012 | Juventus Turin  | Juventus Turin  | SSC Neapel      | 4:2 n. V.            |
| 2013 | Juventus Turin  | Juventus Turin  | Lazio Rom       | 4:0                  |
| 2014 | SSC Neapel      | SSC Neapel      | Juventus Turin  | 2:2 n. V., 6:5 i. E. |
| 2015 | Juventus Turin  | Juventus Turin  | Lazio Rom       | 2:0                  |
| 2016 | AC Mailand      | AC Mailand      | Juventus Turin  | 1:1 n. V., 4:3 i. E. |
| 2017 | Lazio Rom       | Lazio Rom       | Juventus Turin  | 3:2                  |
| 2018 | Juventus Turin  | Juventus Turin  | AC Mailand      | 1:0                  |
| 2019 | Lazio Rom       | Lazio Rom       | Juventus Turin  | 3:1                  |
| 2020 | Juventus Turin  | Juventus Turin  | SSC Neapel      | 2:0                  |
| 2021 | Inter Mailand   | Inter Mailand   | Juventus Turin  | 2:1 n. V.            |
| 2022 | Inter Mailand   | Inter Mailand   | AC Mailand      | 3:0                  |
| 2023 | Inter Mailand   | Inter Mailand   | SSC Neapel      | 1:0                  |
| 2024 | AC Mailand      | AC Mailand      | Inter Mailand   | 3:2                  |

## Die Endspiele im Detail

### 1988
Der italienische Supercup 1988 war die 1. Auflage dieses Wettbewerbes. Dabei trafen der italienische Meister der Spielzeit 1987/88, der AC Mailand, und Sampdoria Genua, Gewinner der Coppa Italia 1987/88, aufeinander. Ursprünglich war das Spiel vor der Saison 1988/89 geplant gewesen, doch aufgrund der Olympischen Sommerspiele, die zu dieser Zeit abgehalten wurden, wurde der Supercup auf den 14. Juni 1989 verlegt.
Nach der frühen Führung von Sampdoria durch Gianluca Vialli antwortete Milan nur vier Minuten darauf durch Frank Rijkaard, drehte in der zweiten Halbzeit das Spiel und sicherte sich so als erster italienischer Verein den Titel des Supercup-Siegers.
| Paarung         | AC Mailand – Sampdoria Genua |
| Ergebnis        | 3:1 (1:1) |
| Datum           | 14. Juni 1989 |
| Stadion         | Giuseppe-Meazza-Stadion, Mailand |
| Zuschauer       | 19.412 |
| Schiedsrichter  | Pietro D’Elia (Salerno) |
| Tore            | 0:1 Gianluca Vialli (14.) 1:1 Frank Rijkaard (18.) 2:1 Graziano Mannari (72.) 3:1 Marco van Basten (90., Foulelfmeter) |
| AC Mailand      | Giovanni Galli – Mauro Tassotti, Alessandro Costacurta, Angelo Colombo, Filippo Galli (86. Roberto Mussi), Franco Baresi – Christian Lantignotti (46. Graziano Mannari), Frank Rijkaard, Carlo Ancelotti – Marco van Basten, Alberico Evani Cheftrainer: Arrigo Sacchi |
| Sampdoria Genua | Gianluca Pagliuca – Marco Lanna, Amedeo Carboni, Fausto Pari (73. Roberto Breda), Pietro Vierchowod (57. Loris Pradella), Luca Pellegrini – Víctor Muñoz, Fulvio Bonomi, Fausto Salsano – Giuseppe Dossena, Gianluca Vialli Cheftrainer: Vujadin Boškov ( Jugoslawien) |

### 1989
Der italienische Supercup 1989 war die 2. Auflage dieses Wettbewerbes. Dabei trafen der italienische Meister der Spielzeit 1988/89, Inter Mailand, und der Coppa-Italia-Gewinner von 1988/89, Sampdoria Genua, aufeinander. Das Spiel fand am 29. September 1989 im Giuseppe-Meazza-Stadion zu Mailand statt, wo auch schon die erste Auflage des Supercups stattgefunden hatte.
Inter siegte mit 2:0 und sicherte sich zum ersten Mal den nationalen Superpokal, während Sampdoria zum zweiten Mal in Folge gegen einen Mailänder Klub scheiterte.
| Paarung         | Inter Mailand – Sampdoria Genua |
| Ergebnis        | 2:0 (1:0) |
| Datum           | 29. September 1989 |
| Stadion         | Giuseppe-Meazza-Stadion, Mailand |
| Zuschauer       | 7.221 |
| Schiedsrichter  | Carlo Longhi (Rom) |
| Tore            | 1:0 Enrico Cucchi (37.) 2:0 Aldo Serena (86.) |
| Inter Mailand   | Walter Zenga – Corrado Verdelli – Giuseppe Baresi , Giuseppe Bergomi, Gianfranco Matteoli, Andreas Brehme – Alessandro Bianchi, Nicola Berti, Dario Morello – Enrico Cucchi, Aldo Serena Cheftrainer: Giovanni Trapattoni                                                           |
| Sampdoria Genua | Gianluca Pagliuca – Srečko Katanec (45. Víctor Muñoz) – Moreno Mannini, Giovanni Invernizzi, Fausto Pari, Pietro Vierchowod – Attilio Lombardo (57. Amedeo Carboni), Toninho Cerezo, Roberto Mancini – Giuseppe Dossena, Gianluca Vialli Cheftrainer: Vujadin Boškov ( Jugoslawien) |

### 1990
Der italienische Supercup 1990 war die 3. Auflage dieses Wettbewerbes. Dabei trafen der italienische Meister der Spielzeit 1989/90, der SSC Neapel, und der Coppa-Italia-Gewinner von 1989/90, Juventus Turin, aufeinander. Das Spiel fand am 1. September 1990 im Stadio San Paolo in Neapel und damit zum ersten Mal nicht in Mailand statt.
Napoli gewann deutlich mit 5:1, nachdem man bereits zur Halbzeit mit 4:1 geführt hatte. Der SSC konnte damit zum ersten Mal in seiner Geschichte den Superpokal erringen.
| Paarung        | SSC Neapel – Juventus Turin |
| Ergebnis       | 5:1 (4:1) |
| Datum          | 1. September 1990 |
| Stadion        | Stadio San Paolo, Neapel |
| Zuschauer      | 62.404 |
| Schiedsrichter | Carlo Longhi (Rom) |
| Tore           | 1:0 Andrea Silenzi (8.) 2:0 Careca (11.) 2:1 Roberto Baggio (39.) 3:1 Massimo Crippa (44.) 4:1 Andrea Silenzi (45.) 5:1 Careca (71.) |
| SSC Neapel     | Giovanni Galli – Ciro Ferrara, Giovanni Francini, Massimo Crippa (80. Ivan Rizzardi), Marco Baroni – Giancarlo Corradini, Fernando De Napoli, Alemão, Diego Maradona – Careca, Andrea Silenzi (70. Massimo Mauro) Cheftrainer: Alberto Bigon                             |
| Juventus Turin | Stefano Tacconi – Nicolò Napoli, Luigi De Agostini, Roberto Galia, Massimo Bonetti (46. Marco De Marchi), Júlio César – Thomas Häßler (46. Daniele Fortunato), Giancarlo Marocchi, Roberto Baggio – Salvatore Schillaci, Pierluigi Casiraghi Cheftrainer: Luigi Maifredi |
| Gelbe Karten   | Ciro Ferrara, Giancarlo Corradini – Marco De Marchi |

### 1991
Der italienische Supercup 1991 war die 4. Auflage dieses Wettbewerbes. Dabei trafen der italienische Meister der Spielzeit 1990/91, Sampdoria Genua, und der AS Rom, Coppa-Italia-Gewinner von 1990/91, aufeinander. Das Spiel fand am 24. August 1991 im Stadio Luigi Ferraris in Genua und damit zum ersten Mal an diesem Ort statt.
Sampdoria siegte knapp mit 1:0 und errang im dritten Anlauf zum ersten Mal den Supercup, nachdem man 1988 und 1989 noch gescheitert war.
| Paarung         | Sampdoria Genua – AS Rom |
| Ergebnis        | 1:0 (0:0) |
| Datum           | 24. August 1991 |
| Stadion         | Stadio Luigi Ferraris, Genua |
| Zuschauer       | 21.120 |
| Schiedsrichter  | Tullio Lanese (Messina) |
| Tore            | 1:0 Roberto Mancini (75.) |
| Sampdoria Genua | Gianluca Pagliuca – Moreno Mannini, Srečko Katanec, Fausto Pari, Pietro Vierchowod, Marco Lanna – Attilio Lombardo (76. Renato Buso), Toninho Cerezo (61. Giovanni Invernizzi) – Gianluca Vialli, Roberto Mancini , Paulo Silas Cheftrainer: Vujadin Boškov ( Jugoslawien) |
| AS Rom          | Giovanni Cervone – Luigi Garzya, Amedeo Carboni, Valter Bonacina, Aldair – Sebastiano Nela, Thomas Häßler, Fabrizio Di Mauro (78. Fausto Salsano), Giuseppe Giannini – Rudi Völler (23. Marco De Marchi), Roberto Muzzi Cheftrainer: Ottavio Bianchi                       |

### 1992
Der italienische Supercup 1992 war die 5. Auflage dieses Wettbewerbes. Dabei trafen der italienische Meister der Spielzeit 1991/92, der AC Mailand, und der AC Parma, Coppa-Italia-Gewinner von 1991/92, aufeinander. Das Spiel fand am 30. August 1992 im Giuseppe-Meazza-Stadion in Mailand und damit bereits zum dritten Mal an diesem Ort statt.
Milan siegte mit 2:1 durch das Tor von „Joker“ Massaro und gewann als erstes Team den Superpokal zum zweiten Mal, nachdem man bereits 1988 triumphiert hatte.
| Paarung        | AC Mailand – AC Parma |
| Ergebnis       | 2:1 (1:1) |
| Datum          | 30. August 1992 |
| Stadion        | Giuseppe-Meazza-Stadion, Mailand |
| Zuschauer      | 30.102 |
| Schiedsrichter | Pierluigi Pairetto (Nichelino) |
| Tore           | 1:0 Marco van Basten (14.) 1:1 Alessandro Melli (45., Foulelfmeter) 2:1 Daniele Massaro (70.) |
| AC Mailand     | Francesco Antonioli – Mauro Tassotti, Paolo Maldini, Alessandro Costacurta, Franco Baresi – Gianluigi Lentini, Demetrio Albertini, Ruud Gullit (46. Alberico Evani), Roberto Donadoni – Marco van Basten, Jean-Pierre Papin (65. Daniele Massaro) Cheftrainer: Fabio Capello |
| AC Parma       | Cláudio Taffarel – Antonio Benarrivo, Alberto Di Chiara, Lorenzo Minotti , Luigi Apolloni, Salvatore Matrecano – Daniele Zoratto, Marco Osio, Gabriele Pin (70. Stefano Cuoghi) – Alessandro Melli, Faustino Asprilla Cheftrainer: Nevio Scala                               |
| Gelbe Karten   | Franco Baresi – Salvatore Matrecano, Daniele Zoratto |

### 1993
Der italienische Supercup 1993 war die 6. Auflage dieses Wettbewerbes. Dabei trafen der italienische Meister der Spielzeit 1992/93, der AC Mailand, und der Torino Calcio, Coppa-Italia-Gewinner von 1992/93, aufeinander. Das Spiel fand am 21. August 1993 im Robert F. Kennedy Memorial Stadium in Washington, D.C. und damit zum ersten Mal außerhalb Italiens statt.
Durch den frühen Treffer von Simone siegte Milan mit 1:0 und konnte damit als erste Mannschaft den Supercup-Titel verteidigen.
| Paarung        | AC Mailand – Torino Calcio |
| Ergebnis       | 1:0 (1:0) |
| Datum          | 21. August 1993 |
| Stadion        | Robert F. Kennedy Memorial Stadium, Washington, D.C. |
| Zuschauer      | 25.268 |
| Schiedsrichter | Helder Dias ( Vereinigte Staaten) |
| Tore           | 1:0 Marco Simone (4.) |
| AC Mailand     | Sebastiano Rossi – Mauro Tassotti, Paolo Maldini, Alessandro Costacurta, Franco Baresi – Stefano Eranio, Demetrio Albertini, Zvonimir Boban, Daniele Massaro – Dejan Savićević (60. Roberto Donadoni), Marco Simone (44. Florin Răducioiu) Cheftrainer: Fabio Capello |
| Torino Calcio  | Giovanni Galli – Sandro Cois (72. Gianluca Sordo), Robert Jarni, Daniele Fortunato, Angelo Gregucci – Luca Fusi , Marco Osio (44. Carlos Aguilera), Roberto Mussi, Giorgio Venturin – Andrea Silenzi, Enzo Francescoli Cheftrainer: Emiliano Mondonico                |
| Gelbe Karten   | Stefano Eranio, Zvonimir Boban – Angelo Gregucci |

### 1994
Der italienische Supercup 1994 war die 7. Auflage dieses Wettbewerbes. Dabei trafen der italienische Meister der Spielzeit 1993/94, der AC Mailand, und Sampdoria Genua, Coppa-Italia-Gewinner von 1993/94, aufeinander. Das Spiel fand am 28. August 1994 bereits zum vierten Mal im Giuseppe-Meazza-Stadion in Mailand statt.
Gullit konnte die Führung von Sampdoria sieben Minuten vor Schluss ausgleichen und sicherte so die Verlängerung, in der allerdings keine Treffer mehr fielen. Im Elfmeterschießen konnte Milan-Torwart Rossi dann einen Strafstoß parieren und war so maßgeblich am Sieg beteiligt. Der AC holte damit schon zum vierten Mal den Superpokal, während die Genueser in ihrem vierten Versuch zum dritten Mal scheiterten.
| Paarung         | AC Mailand – Sampdoria Genua |
| Ergebnis        | 1:1 n. V. (1:1, 0:1), 4:3 i. E. |
| Datum           | 28. August 1994 |
| Stadion         | Giuseppe-Meazza-Stadion, Mailand |
| Zuschauer       | 26.767 |
| Schiedsrichter  | Pierluigi Pairetto (Nichelino) |
| Tore            | 0:1 Siniša Mihajlović (36.) 1:1 Ruud Gullit (83.) Elfmeterschießen: 0:1 David Platt 1:1 Demetrio Albertini 1:2 Pietro Vierchowod 2:2 Zvonimir Boban Alberico Evani 3:2 Marco Simone 3:3 Vladimir Jugović 4:3 Alessandro Costacurta Siniša Mihajlović                                   |
| AC Mailand      | Sebastiano Rossi – Mauro Tassotti (83. Roberto Lorenzini), Franco Baresi , Alessandro Costacurta, Alessandro Orlando – Zvonimir Boban, Demetrio Albertini, Ruud Gullit, Roberto Donadoni – Gianluigi Lentini (46. Stefano Nava), Marco Simone Cheftrainer: Fabio Capello               |
| Sampdoria Genua | Walter Zenga – Michele Serena (83. Stefano Sacchetti), Siniša Mihajlović, Pietro Vierchowod, Riccardo Ferri – Attilio Lombardo, David Platt, Vladimir Jugović, Alberico Evani – Roberto Mancini , Alessandro Melli (71. Mauro Bertarelli) Cheftrainer: Sven-Göran Eriksson ( Schweden) |
| Gelbe Karten    | Alessandro Costacurta, Alessandro Orlando – Siniša Mihajlović, Riccardo Ferri, Alberico Evani |

### 1995
Der italienische Supercup 1995 war die 8. Auflage dieses Wettbewerbes. Dabei trafen der italienische Meister und Coppa-Italia-Gewinner der Spielzeit 1994/95, Juventus Turin, und der AC Parma, Zweiter der Coppa Italia 1994/95, aufeinander. Das Spiel fand am 17. Januar 1996 zum ersten Mal im Stadio delle Alpi in Turin statt. Wegen terminlicher Probleme wurde das Spiel erst im Januar 1996 statt im vorherigen Sommer ausgetragen.
Vialli sicherte Juventus den Sieg und damit den ersten Supercup-Titel, 1990 war man noch gegen Sampdoria gescheitert. Parma dagegen verlor nach 1992 auch sein zweites Superpokal-Spiel, obwohl Juve-Torwart Peruzzi den ersten Platzverweis in der Geschichte des Wettbewerbs kassierte.
| Paarung        | Juventus Turin – AC Parma |
| Ergebnis       | 1:0 (1:0) |
| Datum          | 17. Januar 1996 |
| Stadion        | Stadio delle Alpi, Turin |
| Zuschauer      | 5.289 |
| Schiedsrichter | Piero Ceccarini (Livorno) |
| Tore           | 1:0 Gianluca Vialli (33.) |
| Juventus Turin | Angelo Peruzzi – Ciro Ferrara, Pietro Vierchowod, Alessio Tacchinardi, Moreno Torricelli – Antonio Conte, Paulo Sousa (83. Massimo Carrera), Didier Deschamps – Gianluca Vialli (77. Angelo Di Livio), Alessandro Del Piero (40. Michelangelo Rampulla), Fabrizio Ravanelli Cheftrainer: Marcello Lippi |
| AC Parma       | Luca Bucci – Roberto Mussi (77. Faustino Asprilla), Fernando Couto, Néstor Sensini, Fabio Cannavaro, Alberto Di Chiara (46. Alessandro Melli) – Massimo Brambilla, Dino Baggio, Massimo Crippa (83. Antonio Benarrivo) – Gianfranco Zola , Christo Stoitschkow Cheftrainer: Nevio Scala                 |
| Gelbe Karten   | Ciro Ferrara – Fernando Couto, Fabio Cannavaro |
| Platzverweise  | Angelo Peruzzi (39.) – keine |

### 1996
Der italienische Supercup 1996 war die 9. Auflage dieses Wettbewerbes. Dabei trafen der italienische Meister der Spielzeit 1995/96, der AC Mailand, und der AC Florenz, Coppa-Italia-Gewinner von 1995/96, aufeinander. Das Spiel fand am 25. August 1996 zum fünften Mal im Giuseppe-Meazza-Stadion in Mailand statt.
Erstmals in der Geschichte des Wettbewerbs konnte der Pokalsieger den Meister besiegen. Ein Doppelpack von Batistuta sicherte Florenz beim ersten Superpokal-Match den historischen Erfolg. Milan erlitt damit die erste Niederlage in einem Supercup-Spiel.
| Paarung        | AC Mailand – AC Florenz |
| Ergebnis       | 1:2 (1:1) |
| Datum          | 25. August 1996 |
| Stadion        | Giuseppe-Meazza-Stadion, Mailand |
| Zuschauer      | 29.582 |
| Schiedsrichter | Fiorenzo Treossi (Forlì) |
| Tore           | 0:1 Gabriel Batistuta (12.) 1:1 Dejan Savićević (22.) 1:2 Gabriel Batistuta (83.) |
| AC Mailand     | Sebastiano Rossi – Michael Reiziger, Franco Baresi , Alessandro Costacurta, Paolo Maldini – Marcel Desailly, Demetrio Albertini (76. Stefano Eranio) – Zvonimir Boban, Dejan Savićević (66. Edgar Davids) – George Weah, Marco Simone Cheftrainer: Óscar Tabárez ( Uruguay)                |
| AC Florenz     | Francesco Toldo – Daniele Carnasciali, Aldo Firicano, Lorenzo Amoruso, Giulio Falcone – Stefan Schwarz – Giovanni Piacentini, Sandro Cois (90. Vittorio Pusceddu) – Rui Costa (81. Anselmo Robbiati) – Luís Oliveira (87. Emiliano Bigica), Gabriel Batistuta Cheftrainer: Claudio Ranieri |
| Gelbe Karten   | Sebastiano Rossi – Aldo Firicano, Giulio Falcone, Stefan Schwarz, Luis Oliveira |

### 1997
Der italienische Supercup 1997 war die 10. Auflage dieses Wettbewerbes. Dabei trafen der italienische Meister der Spielzeit 1996/97, Juventus Turin, und Vicenza Calcio, Coppa-Italia-Gewinner von 1996/97, aufeinander. Das Spiel fand am 23. August 1997 zum zweiten Mal im Stadio delle Alpi in Turin statt.
Mit 3:0 sicherte sich Juventus souverän den zweiten Supercup-Titel innerhalb von drei Jahren.
| Paarung        | Juventus Turin – Vicenza Calcio |
| Ergebnis       | 3:0 (2:0) |
| Datum          | 23. August 1997 |
| Stadion        | Stadio delle Alpi, Turin |
| Zuschauer      | 16.157 |
| Schiedsrichter | Livio Bazzoli (Meran) |
| Tore           | 1:0 Filippo Inzaghi (4.) 2:0 Filippo Inzaghi (10.) 3:0 Antonio Conte (80.) |
| Juventus Turin | Angelo Peruzzi – Alessandro Birindelli, Ciro Ferrara, Paolo Montero, Gianluca Pessotto – Antonio Conte , Didier Deschamps (81. Alessio Tacchinardi), Zinédine Zidane (66. Fabio Pecchia), Angelo Di Livio – Filippo Inzaghi, Alessandro Del Piero (66. Michele Padovano) Cheftrainer: Marcello Lippi |
| Vicenza Calcio | Pierluigi Brivio – Fabio Viviani, Lorenzo Stovini, Ricardo Canals, Francesco Coco – Marco Schenardi, Domenico Di Carlo , Roberto Baronio (69. Lamberto Zauli), Massimo Ambrosini, Gabriele Ambrosetti (61. Massimo Beghetto) – Pasquale Luiso (75. Marcelo Otero) Cheftrainer: Francesco Guidolin    |
| Gelbe Karten   | Filippo Inzaghi, Michele Padovano – Lorenzo Stovini |

### 1998
Der italienische Supercup 1998 war die 11. Auflage dieses Wettbewerbes. Dabei trafen der italienische Meister der Spielzeit 1997/98, Juventus Turin, und Lazio Rom, Coppa-Italia-Gewinner von 1997/98, aufeinander. Das Spiel fand am 29. August 1998 zum dritten Mal im Stadio delle Alpi in Turin statt.
Erst zum zweiten Mal in der Geschichte des Wettbewerbs setzte sich der Pokalsieger gegen den Meister durch. Juve verlor sein zweites von vier Superpokalspielen, während Lazio im ersten Versuch durch ein Tor in der Nachspielzeit gleich erfolgreich war.
| Paarung        | Juventus Turin – Lazio Rom |
| Ergebnis       | 1:2 (0:1) |
| Datum          | 29. August 1998 |
| Stadion        | Stadio delle Alpi, Turin |
| Zuschauer      | 16.500 |
| Schiedsrichter | Roberto Bettin (Padua) |
| Tore           | 0:1 Pavel Nedvěd (37.) 1:1 Alessandro Del Piero (87., Foulelfmeter) 1:2 Sérgio Conceição (90.+4') |
| Juventus Turin | Angelo Peruzzi – Alessandro Birindelli (60. Angelo Di Livio), Igor Tudor, Mark Iuliano, Gianluca Pessotto – Alessio Tacchinardi, Didier Deschamps (46. Daniel Fonseca), Edgar Davids (77. Dimas Teixeira) – Zinédine Zidane – Filippo Inzaghi, Alessandro Del Piero Cheftrainer: Marcello Lippi            |
| Lazio Rom      | Luca Marchegiani – Fernando Couto (77. Guerino Gottardi), Giovanni López, Siniša Mihajlović (84. Dario Marcolin), Stefano Lombardi – Sérgio Conceição, Giorgio Venturin, Iván de la Peña, Pavel Nedvěd (55. Dejan Stanković) – Roberto Mancini, Marcelo Salas Cheftrainer: Sven-Göran Eriksson ( Schweden) |
| Gelbe Karten   | Alessio Tacchinardi, Filippo Inzaghi – Luca Marchegiani, Giovanni López, Giorgio Venturin, Dejan Stanković |
| Platzverweise  | Filippo Inzaghi (64.) – keine |

### 1999
Der italienische Supercup 1999 war die 12. Auflage dieses Wettbewerbes. Dabei trafen der italienische Meister der Spielzeit 1998/99, der AC Mailand, und der AC Parma, Coppa-Italia-Gewinner von 1998/99, aufeinander. Das Spiel fand am 21. August 1999 zum sechsten Mal im Giuseppe-Meazza-Stadion in Mailand statt.
Zum dritten Mal in der Geschichte des Wettbewerbs behielt der Pokalsieger die Oberhand, Parma rehabilitierte sich mit dem Siegtreffer in der Nachspielzeit für seine vorausgegangenen beiden Niederlagen in der „Supercoppa“. Milan dagegen verlor in seinem sechsten Supercupspiel zum zweiten Mal.
| Paarung        | AC Mailand – AC Parma |
| Ergebnis       | 1:2 (0:0) |
| Datum          | 21. August 1999 |
| Stadion        | Giuseppe-Meazza-Stadion, Mailand |
| Zuschauer      | 25.001 |
| Schiedsrichter | Gennaro Borriello (Mantua) |
| Tore           | 1:0 Andrés Guglielminpietro (54.) 1:1 Hernán Crespo (66.) 1:2 Alain Boghossian (90.+2') |
| AC Mailand     | Sebastiano Rossi – Bruno N’Gotty, Alessandro Costacurta, Paolo Maldini – Thomas Helveg (77. Ibrahim Ba) – Demetrio Albertini, Massimo Ambrosini – Andrés Guglielminpietro – Andrij Schewtschenko, Oliver Bierhoff, George Weah (67. Federico Giunti) Cheftrainer: Alberto Zaccheroni |
| AC Parma       | Gianluigi Buffon – Saliou Lassissi (72. Stefano Torrisi), Lilian Thuram , Fabio Cannavaro – Diego Fuser (86. Antonio Benarrivo), Alain Boghossian, Dino Baggio, Michele Serena (58. Paolo Vanoli) – Ariel Ortega – Marco Di Vaio, Hernán Crespo Cheftrainer: Alberto Malesani        |
| Gelbe Karten   | Alessandro Costacurta – keine |

### 2000
Der italienische Supercup 2000 war die 13. Auflage dieses Wettbewerbes. Dabei trafen der italienische Meister und Coppa-Italia-Gewinner der Spielzeit 1999/2000, Lazio Rom, und Inter Mailand, Zweiter der Coppa Italia 1999/2000, aufeinander. Das Spiel fand am 8. September 2000 zum ersten Mal im Stadio Olimpico in Rom statt.
Nachdem sich in den Vorjahren zweimal in Folge der Pokalsieger hatte durchsetzen können, behielt mit Lazio nun der Doublegewinner die Oberhand. Für die Römer war es nach 1998 der zweite Supercup-Titel im zweiten Spiel, während Inter seinen Triumph von 1989 nicht wiederholen konnte.
| Paarung        | Lazio Rom – Inter Mailand |
| Ergebnis       | 4:3 (2:1) |
| Datum          | 8. September 2000 |
| Stadion        | Stadio Olimpico, Rom |
| Zuschauer      | 61.446 |
| Schiedsrichter | Stefano Farina (Novi Ligure) |
| Tore           | 0:1 Robbie Keane (2.) 1:1 Claudio López (33.) 2:1 Claudio López (38.) 3:1 Siniša Mihajlović (48., Foulelfmeter) 3:2 Francisco Farinós (61.) 4:2 Dejan Stanković (74.) 4:3 Vampeta (75.) |
| Lazio Rom      | Angelo Peruzzi – Giuseppe Pancaro (69. Guerino Gottardi), Alessandro Nesta , Siniša Mihajlović, Giuseppe Favalli – Dejan Stanković (81. Attilio Lombardo), Diego Simeone, Juan Sebastián Verón, Pavel Nedvěd (54. Néstor Sensini) – Claudio López, Hernán Crespo Cheftrainer: Sven-Göran Eriksson ( Schweden) |
| Inter Mailand  | Marco Ballotta – Michele Serena, Iván Córdoba, Cyril Domoraud, Fabio Macellari – Vampeta, Francisco Farinós, Vladimir Jugović (60. Sixto Peralta), Clarence Seedorf (90.+1' Corrado Colombo) – Robbie Keane, Hakan Şükür Cheftrainer: Marcello Lippi                                                          |
| Gelbe Karten   | Néstor Sensini – Fabio Macellari, Robbie Keane |

### 2001
Der italienische Supercup 2001 war die 14. Auflage dieses Wettbewerbes. Dabei trafen der italienische Meister der Spielzeit 2000/01, die AS Rom, und der AC Florenz, Coppa-Italia-Gewinner von 2000/01, aufeinander. Das Spiel fand am 19. August 2001 zum zweiten Mal im Stadio Olimpico in Rom statt.
Mit einem ungefährdeten 3:0-Sieg sicherten sich die Römer ihren ersten Superpokal, nachdem man 1991 noch Sampdoria Genua unterlegen gewesen war. Die „Fiorentina“ dagegen konnte ihren Sieg von 1996 nicht wiederholen.
| Paarung        | AS Rom – AC Florenz |
| Ergebnis       | 3:0 (1:0) |
| Datum          | 19. August 2001 |
| Stadion        | Stadio Olimpico, Rom |
| Zuschauer      | 61.050 |
| Schiedsrichter | Graziano Cesari (Genua) |
| Tore           | 1:0 Vincent Candela (6.) 2:0 Vincenzo Montella (53.) 3:0 Francesco Totti (83.) |
| AS Rom         | Ivan Pelizzoli – Jonathan Zebina, Walter Samuel, Antônio Carlos Zago – Diego Fuser (67. Gianni Guigou) – Damiano Tommasi, Marcos Assunção (81. Abel Balbo) – Vincent Candela – Francesco Totti – Gabriel Batistuta, Vincenzo Montella (61. Marco Delvecchio) Cheftrainer: Fabio Capello |
| AC Florenz     | Giuseppe Taglialatela – Angelo Di Livio , Daniele Adani, Alessandro Pierini, Emiliano Moretti – Marco Rossi, Sandro Cois (61. Leandro Amaral), Domenico Morfeo, Roberto Baronio (67. Andrea Tarozzi) – Enrico Chiesa – Nuno Gomes (81. Ezequiel González) Cheftrainer: Roberto Mancini  |
| Gelbe Karten   | keine – Angelo Di Livio |

### 2002
Der italienische Supercup 2002 war die 15. Auflage dieses Wettbewerbes. Dabei trafen der italienische Meister der Spielzeit 2001/02, Juventus Turin, und der AC Parma, Coppa-Italia-Gewinner von 2001/02, aufeinander. Das Spiel fand am 25. August 2002 zum zweiten Mal im Ausland statt. Schauplatz war das Stadion des 11. Juni in der libyschen Hauptstadt Tripolis. Der libysche Machthaber Muammar al-Gaddafi, ein bekennender Fan von Juventus, hatte sich für die Austragung des Spiels in seinem Heimatland eingesetzt.
Danke der siegbringenden zwei Treffer von Alessandro Del Piero sicherte sich „Juve“ den dritten Supercuptitel im fünften Finale. Parma verlor dagegen das dritte von vier Superpokalspielen.
| Paarung        | Juventus Turin – AC Parma |
| Ergebnis       | 2:1 (1:0) |
| Datum          | 25. August 2002 |
| Stadion        | Stadion des 11. Juni, Tripolis |
| Zuschauer      | 40.000 |
| Schiedsrichter | Stefano Farina (Novi Ligure) |
| Tore           | 1:0 Alessandro Del Piero (38.) 1:1 Marco Di Vaio (64.) 2:1 Alessandro Del Piero (73.) |
| Juventus Turin | Gianluigi Buffon – Lilian Thuram, Mark Iuliano, Paolo Montero, Emiliano Moretti (69. Alessandro Birindelli) – Mauro Camoranesi (46. Matteo Brighi), Alessio Tacchinardi, Davide Baiocco, Pavel Nedvěd – Marcelo Salas (72. Marcelo Zalayeta), Alessandro Del Piero Cheftrainer: Marcello Lippi |
| AC Parma       | Sébastien Frey – Aimo Diana, Matteo Ferrari, Daniele Bonera, Gianluca Falsini – Marco Marchionni, Sabri Lamouchi – Massimo Donati (62. Simone Barone), Hidetoshi Nakata – Marco Di Vaio , Adriano (46. Emiliano Bonazzoli) Cheftrainer: Cesare Prandelli                                       |
| Gelbe Karten   | Mark Iuliano, Mauro Camoranesi – Aimo Diana, Daniele Bonera |

### 2003
Der italienische Supercup 2003 war die 16. Auflage dieses Wettbewerbes. Dabei trafen der italienische Meister der Spielzeit 2002/03, Juventus Turin, und der AC Mailand, Coppa-Italia-Gewinner von 2002/03, aufeinander. Das Spiel fand am 3. August 2003 zum zweiten Mal in den Vereinigten Staaten von Amerika statt. Schauplatz war das Giants Stadium in East Rutherford.
Nach einem 0:0 nach neunzig Minuten fielen in der Nachspielzeit der ersten Hälfte der Verlängerung die beiden Treffer zum 1:1. Die Partie wurde schließlich im Elfmeterschießen entschieden, wo Ciro Ferrara den entscheidenden Strafstoß verwandelte. „Juve“ sicherte sich damit den zweiten Supercup-Titel in Folge. „Milan“ dagegen musste sich zum dritten Mal in Serie in einem Superpokalfinale geschlagen geben.
| Paarung        | Juventus Turin – AC Mailand |
| Ergebnis       | 1:1 n. V. (0:0), 5:3 i. E. |
| Datum          | 3. August 2003 |
| Stadion        | Giants Stadium, East Rutherford |
| Zuschauer      | 54.128 |
| Schiedsrichter | Pierluigi Collina (Viareggio) |
| Tore           | 0:1 Andrea Pirlo (105.+2', Foulelfmeter) 1:1 David Trezeguet (105.+3') Elfmeterschießen: 1:0 Marco Di Vaio 1:1 Andrea Pirlo 2:1 David Trezeguet 2:2 Serginho 3:2 Alessandro Birindelli Cristian Brocchi 4:2 Mauro Camoranesi 4:3 Alessandro Nesta 5:3 Ciro Ferrara                                       |
| Juventus Turin | Gianluigi Buffon – Alessandro Birindelli, Nicola Legrottaglie, Mark Iuliano (117. Ciro Ferrara), Gianluca Zambrotta – Alessio Tacchinardi, Stephen Appiah, Pavel Nedvěd – Fabrizio Miccoli (50. Mauro Camoranesi), David Trezeguet, Alessandro Del Piero (69. Marco Di Vaio) Cheftrainer: Marcello Lippi |
| AC Mailand     | Christian Abbiati – Cafu, Alessandro Nesta, Paolo Maldini , Kachaber Kaladse – Rui Costa (81. Cristian Brocchi), Andrea Pirlo, Gennaro Gattuso (43. Massimo Ambrosini), Clarence Seedorf (77. Serginho) – Andrij Schewtschenko, Filippo Inzaghi Cheftrainer: Carlo Ancelotti                             |
| Gelbe Karten   | Alessio Tacchinardi – Paolo Maldini |

### 2004
Der italienische Supercup 2004 war die 17. Auflage dieses Wettbewerbes. Dabei trafen der italienische Meister der Spielzeit 2003/04, der AC Mailand, und Lazio Rom, Coppa-Italia-Gewinner von 2003/04, aufeinander. Das Spiel fand am 21. August 2004 nach zwei Austragungen im Ausland wieder in Italien statt. Schauplatz war zum insgesamt siebten Mal das Giuseppe-Meazza-Stadion in Mailand.
Der Ukrainer Andrij Schewtschenko sicherte „Milan“ mit drei Toren den souveränen Erfolg und damit den fünften Supercupsieg, nachdem man die letzten drei Finals verloren hatte. Lazio hingegen musste sich zum ersten Mal in diesem Wettbewerb geschlagen geben.
| Paarung        | AC Mailand – Lazio Rom |
| Ergebnis       | 3:0 (2:0) |
| Datum          | 21. August 2004 |
| Stadion        | Giuseppe-Meazza-Stadion, Mailand |
| Zuschauer      | 33.274 |
| Schiedsrichter | Pierluigi Collina (Viareggio) |
| Tore           | 1:0 Andrij Schewtschenko (36.) 2:0 Andrij Schewtschenko (43.) 3:0 Andrij Schewtschenko (77.) |
| AC Mailand     | Dida – Cafu, Alessandro Nesta, Jaap Stam, Paolo Maldini – Gennaro Gattuso, Rui Costa, Massimo Ambrosini (77. Vikash Dhorasoo) – Kaká – Andrij Schewtschenko, Jon Dahl Tomasson (75. Hernán Crespo/83. Serginho) Cheftrainer: Carlo Ancelotti                                         |
| Lazio Rom      | Angelo Peruzzi – Massimo Oddo, Paolo Negro , Fernando Couto (77. Simone Sannibale), Óscar López – Luciano Zauri, Ousmane Dabo, Giuliano Giannichedda (88. Emiliano Corsi), Fabio Liverani, César Aparecido Rodrigues (55. Paolo Di Canio) – Roberto Muzzi Cheftrainer: Domenico Caso |

### 2005
Der italienische Supercup 2005 war die 18. Auflage dieses Wettbewerbes. Dabei trafen der italienische Meister der Spielzeit 2004/05, Juventus Turin, und Inter Mailand, Coppa-Italia-Gewinner von 2004/05, aufeinander. Das Spiel fand am 20. August 2005 zum vierten Mal im Stadio delle Alpi in Turin statt.
Erstmals seit sechs Jahren konnte sich der Pokalsieger wieder gegen den Meister durchsetzen. Dabei fiel der Siegtreffer für Inter erst in der Verlängerung, was den zweiten Superpokaltitel im dritten Endspiel bedeutete. „Juve“ musste hingegen sein drittes verlorenes „Supercoppa“-Spiel hinnehmen.
| Paarung        | Juventus Turin – Inter Mailand |
| Ergebnis       | 0:1 n. V. |
| Datum          | 20. August 2005 |
| Stadion        | Stadio delle Alpi, Turin |
| Zuschauer      | 35.246 |
| Schiedsrichter | Massimo De Santis (Tivoli) |
| Tore           | 0:1 Juan Sebastián Verón (96.) |
| Juventus Turin | Antonio Chimenti – Jonathan Zebina (111. Adrian Mutu), Robert Kovač, Fabio Cannavaro, Gianluca Zambrotta – Mauro Camoranesi (73. Alessandro Del Piero), Patrick Vieira, Emerson, Pavel Nedvěd – Zlatan Ibrahimović, David Trezeguet (103. Marcelo Zalayeta) Cheftrainer: Fabio Capello |
| Inter Mailand  | Francesco Toldo – Javier Zanetti , Iván Córdoba, Marco Materazzi (63. Walter Samuel), Giuseppe Favalli – Zé Maria (59. David Pizarro), Juan Sebastián Verón, Esteban Cambiasso, Dejan Stanković – Adriano, Obafemi Martins (100. Álvaro Recoba) Cheftrainer: Roberto Mancini           |
| Gelbe Karten   | Fabio Cannavaro, Gianluca Zambrotta, Patrick Vieira – Javier Zanetti, Marco Materazzi, David Pizarro, Juan Sebastián Verón, Esteban Cambiasso, Dejan Stanković |

### 2006
Der italienische Supercup 2006 war die 19. Auflage dieses Wettbewerbes. Dabei trafen der italienische Meister und Coppa-Italia-Gewinner der Spielzeit 2005/06, Inter Mailand, das den Meistertitel wegen des Betrugsskandals um Juventus Turin nachträglich zugesprochen bekommen hatte, und die AS Rom, Zweiter der Coppa Italia von 2005/06, aufeinander. Das Spiel fand am 16. August 2006 zum achten Mal im Giuseppe-Meazza-Stadion in Mailand statt.
Zum zweiten Mal in Folge war Inter siegreich und sicherte sich in der Verlängerung den dritten Supercup-Titel der Vereinsgeschichte. Die Römer jedoch verloren ihr zweites von drei Superpokal-Endspielen und gaben eine 3:0-Führung noch aus der Hand.
| Paarung        | Inter Mailand – AS Rom |
| Ergebnis       | 4:3 n. V. (3:3, 1:3) |
| Datum          | 16. August 2006 |
| Stadion        | Giuseppe-Meazza-Stadion, Mailand |
| Zuschauer      | 45.528 |
| Schiedsrichter | Massimiliano Saccani (Mantua) |
| Tore           | 0:1 Mancini (13.) 0:2 Alberto Aquilani (25.) 0:3 Alberto Aquilani (34.) 1:3 Patrick Vieira (44.) 2:3 Hernán Crespo (65.) 3:3 Patrick Vieira (74.) 4:3 Luis Figo (93.)                                                                                              |
| Inter Mailand  | Francesco Toldo – Javier Zanetti , Marco Materazzi, Walter Samuel, Fabio Grosso (54. Maicon) – Luis Figo, Patrick Vieira, Esteban Cambiasso, Dejan Stanković (106. Olivier Dacourt) – Adriano (61. Hernán Crespo), Zlatan Ibrahimović Cheftrainer: Roberto Mancini |
| AS Rom         | Doni – Christian Panucci, Philippe Mexès, Cristian Chivu, Leandro Cufré – Daniele De Rossi, Alberto Aquilani (81. Max Tonetto), Rodrigo Taddei (66. Marco Cassetti), Simone Perrotta – Mancini, Francesco Totti (72. Mido) Cheftrainer: Luciano Spalletti          |
| Gelbe Karten   | Maicon, Patrick Vieira, Esteban Cambiasso – Rodrigo Taddei, Marco Cassetti, Mido |
| Platzverweise  | keine – Cristian Chivu (100.) |

### 2007
Der italienische Supercup 2007 war die 20. Auflage dieses Wettbewerbes. Dabei trafen der italienische Meister der Spielzeit 2006/07, Inter Mailand, und der AS Rom, Coppa-Italia-Gewinner von 2006/07, aufeinander. Das Spiel fand am 19. August 2007 zum neunten Mal im Giuseppe-Meazza-Stadion in Mailand statt.
Zum zweiten Mal in Folge trafen Inter und die AS Rom aufeinander. Die Hauptstädter konnten sich mit einem 1:0 für die knappe Niederlage 2006 revanchieren und feierten ihren zweiten Superpokal-Titel.
| Paarung        | Inter Mailand – AS Rom |
| Ergebnis       | 0:1 (0:0) |
| Datum          | 19. August 2007 |
| Stadion        | Giuseppe-Meazza-Stadion, Mailand |
| Zuschauer      | 34.898 |
| Schiedsrichter | Roberto Rosetti (Turin) |
| Tore           | 0:1 Daniele De Rossi (78., Foulelfmeter) |
| Inter Mailand  | Júlio César – Nicolás Burdisso (87. Julio Cruz), Marco Materazzi, Iván Córdoba, Cristian Chivu – Patrick Vieira (67. Esteban Cambiasso), Olivier Dacourt (53. Luís Figo), Javier Zanetti – Dejan Stanković – David Suazo, Zlatan Ibrahimović Cheftrainer: Roberto Mancini |
| AS Rom         | Doni – Marco Cassetti, Christian Panucci, Philippe Mexès, Max Tonetto – Daniele De Rossi, Alberto Aquilani – Rodrigo Taddei, Ludovic Giuly (78. Matteo Brighi), Mirko Vučinić (90.+1' Aleandro Rosi) – Francesco Totti Cheftrainer: Luciano Spalletti                     |
| Gelbe Karten   | Marco Materazzi, Dejan Stanković, Zlatan Ibrahimović – Doni, Christian Panucci, Philippe Mexès, Max Tonetto |
| Platzverweise  | Simone Perrotta – keine |

### 2008
Der italienische Supercup 2008 war die 21. Auflage dieses Wettbewerbes. Dabei trafen der italienische Meister der Spielzeit 2007/08, Inter Mailand, und die AS Rom, Coppa-Italia-Gewinner von 2007/08, aufeinander. Das Spiel fand am 24. August 2008 zum zehnten Mal im Giuseppe-Meazza-Stadion in Mailand statt.
Zum dritten Mal in Folge trafen Inter und der AS Rom aufeinander. In einem knappen Spiel konnte sich Inter erst im Elfmeterschießen durchsetzen und sich so für die Niederlage im Vorjahr rehabilitieren. Damit gewann man den vierten Supercup-Titel der Vereinsgeschichte.
| Paarung        | Inter Mailand – AS Rom |
| Ergebnis       | 2:2 n. V. (2:2, 1:0), 6:5 i. E. |
| Datum          | 24. August 2008 |
| Stadion        | Giuseppe-Meazza-Stadion, Mailand |
| Zuschauer      | 43.400 |
| Schiedsrichter | Massimiliano Saccani (Mantua) |
| Tore           | 1:0 Sulley Muntari (18.) 1:1 Daniele De Rossi (60.) 2:1 Mario Balotelli (84.) 2:2 Mirko Vučinić (90.+1') Elfmeterschießen: 1:0 Zlatan Ibrahimović 1:1 Mirko Vučinić 2:1 Mario Balotelli 2:2 Júlio Baptista Dejan Stanković 2:3 Daniele De Rossi 3:3 Maxwell 3:4 Marco Cassetti 4:4 Esteban Cambiasso Francesco Totti 5:4 Luis Antonio Jiménez 5:5 David Pizarro 6:5 Javier Zanetti Juan |
| Inter Mailand  | Júlio César – Maicon, Nicolás Burdisso (91. Nelson Rivas), Esteban Cambiasso, Maxwell – Javier Zanetti , Sulley Muntari, Dejan Stanković – Luís Figo (67. Mario Balotelli), Zlatan Ibrahimović, Mancini (72. Luis Jiménez) Cheftrainer: José Mourinho ( Portugal) |
| AS Rom         | Doni – Marco Cassetti, Philippe Mexès, Juan, John Arne Riise (79. Max Tonetto) – Daniele De Rossi , David Pizarro – Alberto Aquilani (89. Stefano Okaka), Simone Perrotta (86. Francesco Totti), Júlio Baptista – Mirko Vučinić Cheftrainer: Luciano Spalletti |
| Gelbe Karten   | Dejan Stanković, Mario Balotelli, Zlatan Ibrahimović – Marco Cassetti, David Pizarro, Mirko Vučinić |

### 2009
Der italienische Supercup 2009 war die 22. Auflage dieses Wettbewerbes. Dabei trafen der italienische Meister der Spielzeit 2008/09, Inter Mailand, und Lazio Rom, Coppa-Italia-Gewinner von 2008/09, aufeinander. Das Spiel fand am 8. August 2009 zum ersten Mal im Nationalstadion in der chinesischen Hauptstadt Peking statt.
In seinem fünften Supercupfinale in Folge unterlag Inter zum dritten Mal. Für die Römer bedeutete das 2:1 den dritten Superpokal-Titel der Vereinsgeschichte.
| Paarung        | Inter Mailand – Lazio Rom |
| Ergebnis       | 1:2 (0:0) |
| Datum          | 8. August 2009 |
| Stadion        | Nationalstadion Peking, Peking |
| Zuschauer      | 68.961 |
| Schiedsrichter | Emidio Morganti (Ascoli Piceno) |
| Tore           | 0:1 Matuzalém (63.) 0:2 Tommaso Rocchi (66.) 1:2 Samuel Eto’o (78.) |
| Inter Mailand  | Júlio César – Maicon, Lúcio, Cristian Chivu, Javier Zanetti – Esteban Cambiasso, Sulley Muntari (85. David Suazo), Thiago Motta (70. Patrick Vieira) – Dejan Stanković (70. Mario Balotelli) – Samuel Eto’o, Diego Milito Cheftrainer: José Mourinho ( Portugal)                                |
| Lazio Rom      | Fernando Muslera – Stephan Lichtsteiner, Mobido Diakité, Sebastiano Siviglia, Aleksandar Kolarov – Cristian Brocchi, Roberto Baronio (53. Ousmane Dabo), Stefano Mauri (80. Emílson Sánchez Cribari) – Matuzalém – Mauro Zárate, Tommaso Rocchi (72. Julio Cruz) Cheftrainer: Davide Ballardini |
| Gelbe Karten   | Maicon, Cristian Chivu, Sulley Muntari – Matuzalém |

### 2010
Der italienische Supercup 2010 war die 23. Auflage dieses Wettbewerbes. Dabei trafen der Italienische Meister der Spielzeit 2009/10 und Coppa-Italia-Gewinner der Saison 2009/10, Inter Mailand, und die AS Rom, Zweiter der Coppa Italia, aufeinander. Das Spiel fand am 21. August 2010 zum elften Mal im Giuseppe-Meazza-Stadion in Mailand statt.
Zum vierten Mal innerhalb der letzten fünf Jahre trafen Inter und die „Roma“ im Supercup aufeinander. Zum dritten Mal konnte sich Inter durchsetzen und feierte seinen insgesamt fünften Titel.
| Paarung        | Inter Mailand – AS Rom |
| Ergebnis       | 3:1 (1:1) |
| Datum          | 21. August 2010 |
| Stadion        | Giuseppe-Meazza-Stadion, Mailand |
| Zuschauer      | 65.860 |
| Schiedsrichter | Mauro Bergonzi (Genua) |
| Tore           | 0:1 John Arne Riise (21.) 1:1 Goran Pandev (41.) 2:1 Samuel Eto’o (70.) 3:1 Samuel Eto’o (80.) |
| Inter Mailand  | Júlio César – Maicon, Lúcio, Walter Samuel, Cristian Chivu – Javier Zanetti (45.+1' Dejan Stanković), Esteban Cambiasso – Wesley Sneijder (88. Marco Materazzi) – Goran Pandev (79. McDonald Mariga), Diego Milito, Samuel Eto’o Cheftrainer: Rafael Benítez ( Spanien) |
| AS Rom         | Bogdan Lobonț – Marco Cassetti, Philippe Mexès, Juan, John Arne Riise – Daniele De Rossi, David Pizarro, Simone Perrotta – Mirko Vučinić, Francesco Totti , Jérémy Ménez Cheftrainer: Claudio Ranieri                                                                   |
| Gelbe Karten   | Esteban Cambiasso (62.), Walter Samuel (90.+3') – Simone Perrotta (26.), Stefano Okaka (85.), Philippe Mexès (90.+3') |

### 2011
Der italienische Supercup 2011 war die 24. Auflage dieses Wettbewerbes. Dabei trafen der Italienische Meister der Spielzeit 2010/11, der AC Mailand, und Inter Mailand, Coppa-Italia-Gewinner von 2010/11, aufeinander. Das Spiel fand am 6. August 2011 zum zweiten Mal im Nationalstadion Peking in China statt.
Beim ersten Mailänder Derby im Rahmen des Supercups behielt „Milan“ die Oberhand, indem das Spiel in der zweiten Halbzeit gedreht werden konnte. Das 2:1 bedeutete den sechsten Superpokalsieg der Vereinsgeschichte.
| Paarung        | AC Mailand – Inter Mailand |
| Ergebnis       | 2:1 (0:1) |
| Datum          | 6. August 2011 |
| Stadion        | Nationalstadion, Peking |
| Zuschauer      | 66.161 |
| Schiedsrichter | Nicola Rizzoli (Bologna) |
| Tore           | 0:1 Wesley Sneijder (22.) 1:1 Zlatan Ibrahimović (60.) 2:1 Kevin-Prince Boateng (69.) |
| AC Mailand     | Christian Abbiati – Ignazio Abate, Alessandro Nesta, Thiago Silva, Gianluca Zambrotta – Gennaro Gattuso (75. Massimo Ambrosini), Mark van Bommel, Clarence Seedorf – Kevin-Prince Boateng (82. Urby Emanuelson) – Robinho (61. Alexandre Pato), Zlatan Ibrahimović Cheftrainer: Massimiliano Allegri |
| Inter Mailand  | Júlio César – Andrea Ranocchia, Walter Samuel, Cristian Chivu – Javier Zanetti , Thiago Motta, Dejan Stanković (74. Giampaolo Pazzini), Ricardo Álvarez (63. Davide Faraoni), Joel Chukwuma Obi (82. Luc Castaignos) – Wesley Sneijder – Samuel Eto’o Cheftrainer: Gian Piero Gasperini              |
| Gelbe Karten   | Gennaro Gattuso (20.), Gianluca Zambrotta (64.), Kevin-Prince Boateng (78.), Massimo Ambrosini (86.) – Wesley Sneijder (61.) |

### 2012
Der italienische Supercup 2012 war die 25. Auflage dieses Wettbewerbes. Dabei trafen der italienische Meister der Saison 2011/12 Juventus Turin und der Coppa-Italia-Gewinner der Spielzeit 2011/12, SSC Neapel aufeinander. Das Spiel fand am 11. August 2012 zum dritten Mal im Nationalstadion Peking in China statt.
In einer turbulenten Partie konnte Juve den Sieg in der Verlängerung davontragen, nachdem sich Neapel durch zwei Platzverweise selbst schwächte. Es war der fünfte Supercup-Erfolg Juves.
| Paarung        | Juventus Turin – SSC Neapel |
| Ergebnis       | 4:2 n. V. (2:2, 1:2) |
| Datum          | 11. August 2012 |
| Stadion        | Nationalstadion Peking, Peking |
| Zuschauer      | 75.000 |
| Schiedsrichter | Paolo Mazzoleni (Bergamo) |
| Tore           | 0:1 Edinson Cavani (27.) 1:1 Kwadwo Asamoah (37.) 1:2 Goran Pandev (41.) 2:2 Arturo Vidal (73., Foulelfmeter) 3:2 Christian Maggio (97., Eigentor) 4:2 Mirko Vučinić (101.) |
| Juventus Turin | Gianluigi Buffon – Andrea Barzagli, Leonardo Bonucci, Lúcio – Stephan Lichtsteiner (87. Simone Padoin), Arturo Vidal, Andrea Pirlo, Claudio Marchisio, Kwadwo Asamoah – Alessandro Matri (46. Mirko Vučinić), Sebastian Giovinco Cheftrainer: Massimo Carrera                  |
| SSC Neapel     | Morgan De Sanctis – Hugo Campagnaro, Paolo Cannavaro (60. Federico Fernández), Miguel Britos, Christian Maggio – Valon Behrami, Gökhan Inler (106. Andrea Dossena), Marek Hamšík (66. Walter Gargano), Juan Zúñiga, Goran Pandev – Edinson Cavani Cheftrainer: Walter Mazzarri |
| Gelbe Karten   | Stephan Lichtsteiner (78.), Sebastian Giovinco (90.+3'), Leonardo Bonucci (112.) – Miguel Britos (32.), Paolo Cannavaro (52.), Valon Behrami (53.), Edinson Cavani (64.), Juan Zúñiga (78.)                                                                                    |
| Platzverweise  | keine – Juan Zúñiga (90.) |
|                | keine – Goran Pandev (85.) |

### 2013
Der italienische Supercup 2013 war die 26. Auflage dieses Wettbewerbes. Dabei trafen der italienische Meister der Saison 2012/13, Juventus Turin, und der Coppa-Italia-Gewinner der Spielzeit 2012/13, Lazio Rom, aufeinander. Das Spiel fand am 18. August 2013 im Stadio Olimpico statt.
Juventus konnte das Spiel souverän für sich entscheiden: In der ersten Halbzeit konnte Lazio noch gut mithalten, doch kurz nach Wiederanpfiff entschied Juve die Partie durch drei Treffer binnen vier Minuten für sich.
| Paarung        | Juventus Turin – Lazio Rom |
| Ergebnis       | 4:0 (1:0) |
| Datum          | 18. August 2013 |
| Stadion        | Stadio Olimpico, Rom |
| Zuschauer      | 57.000 |
| Schiedsrichter | Gianluca Rocchi (Florenz) |
| Tore           | 1:0 Paul Pogba (23.) 2:0 Giorgio Chiellini (52.) 3:0 Stephan Lichtsteiner (54.) 4:0 Carlos Tévez (56.) |
| Juventus Turin | Gianluigi Buffon – Andrea Barzagli (76. Martín Cáceres), Leonardo Bonucci, Giorgio Chiellini – Stephan Lichtsteiner (83. Angelo Ogbonna), Arturo Vidal, Andrea Pirlo, Claudio Marchisio (21. Paul Pogba), Kwadwo Asamoah – Carlos Tévez, Mirko Vučinić Cheftrainer: Antonio Conte |
| Lazio Rom      | Federico Marchetti – Luis Pedro Cavanda, André Dias, Giuseppe Biava, Ștefan Radu (58. Ederson) – Antonio Candreva, Lucas Biglia, Hernanes (70. Ogenyi Onazi), Cristian Ledesma (58. Sergio Floccari), Senad Lulić – Miroslav Klose Cheftrainer: Vladimir Petković ( Schweiz)      |
| Gelbe Karten   | Andrea Barzagli (43.) – Hernanes (31.), André Dias (59.) |

### 2014
Der italienische Supercup 2014 war die 27. Auflage dieses Wettbewerbes. Dabei trafen der italienische Meister der Saison 2013/14, Juventus Turin, und der Coppa-Italia-Gewinner der Spielzeit 2013/14, die SSC Neapel, aufeinander. Das Spiel fand am 22. Dezember 2014 im Jassim-Bin-Hamad-Stadion in Doha statt.
| Paarung        | Juventus Turin – SSC Neapel |
| Ergebnis       | 2:2 n. V. (1:0, 1:1), 5:6 i. E. |
| Datum          | 22. Dezember 2014 |
| Stadion        | Jassim-Bin-Hamad-Stadion, Doha |
| Zuschauer      | 14.000 |
| Schiedsrichter | Paolo Valeri (Rom) |
| Tore           | 1:0 Carlos Tévez (5.) 1:1 Gonzalo Higuaín (68.) 2:1 Carlos Tévez (106.) 2:2 Gonzalo Higuaín (118.) Elfmeterschießen: Jorginho Carlos Tévez 0:1 Faouzi Ghoulam 1:1 Arturo Vidal 1:2 Raúl Albiol 2:2 Paul Pogba 2:3 Gökhan Inler 3:3 Claudio Marchisio 3:4 Gonzalo Higuaín 4:4 Álvaro Morata 4:5 Walter Gargano 5:5 Leonardo Bonucci Dries Mertens Giorgio Chiellini José Callejón Roberto Pereyra 5:6 Kalidou Koulibaly Simone Padoin |
| Juventus Turin | Gianluigi Buffon – Stephan Lichtsteiner (79. Simone Padoin), Leonardo Bonucci, Giorgio Chiellini, Patrice Evra – Andrea Pirlo (67. Roberto Pereyra), Claudio Marchisio, Paul Pogba, Arturo Vidal – Fernando Llorente (105. Álvaro Morata), Carlos Tévez Cheftrainer: Massimiliano Allegri |
| SSC Neapel     | Rafael – Christian Maggio, Raúl Albiol, Kalidou Koulibaly, Faouzi Ghoulam – David López (90. Gökhan Inler), Walter Gargano – José Callejón, Marek Hamšík (79. Dries Mertens), Jonathan de Guzmán (105. Jorginho) – Gonzalo Higuaín Cheftrainer: Rafael Benítez ( Spanien) |
| Gelbe Karten   | Roberto Pereyra (69.), Carlos Tévez (108.) – Gonzalo Higuaín (45.+1), José Callejón (76.), Raúl Albiol (80.), Dries Mertens (83.), Faouzi Ghoulam (105.) |

### 2015
Der italienische Supercup 2015 war die 28. Auflage dieses Wettbewerbes. Dabei trafen der italienische Meister der Saison 2014/15, Juventus Turin, und der Coppa-Italia-Finalist der Spielzeit 2014/15, Lazio Rom, aufeinander. Das Spiel fand am 8. August 2015 im Shanghai-Stadion in Shanghai statt.
| Paarung        | Juventus Turin – Lazio Rom |
| Ergebnis       | 2:0 (0:0) |
| Datum          | 8. August 2015 |
| Stadion        | Shanghai-Stadion, Shanghai |
| Zuschauer      | 20.000 |
| Schiedsrichter | Luca Banti (Livorno) |
| Tore           | 1:0 Mario Mandžukić (69.) 2:0 Paulo Dybala (73.) |
| Juventus Turin | Gianluigi Buffon – Andrea Barzagli, Leonardo Bonucci, Martín Cáceres – Stephan Lichtsteiner, Stefano Sturaro (90. Roberto Pereyra), Claudio Marchisio, Paul Pogba, Patrice Evra – Kingsley Coman (61. Paulo Dybala), Mario Mandžukić (80. Fernando Llorente) Cheftrainer: Massimiliano Allegri |
| Lazio Rom      | Federico Marchetti – Dušan Basta, Stefan de Vrij, Santiago Gentiletti, Ștefan Radu – Ogenyi Onazi, Lucas Biglia , Danilo Cataldi (75. Ricardo Kishna) – Antonio Candreva, Miroslav Klose (61. Filip Đorđević), Felipe Anderson (87. Ravel Morrison) Cheftrainer: Stefano Pioli                 |

### 2016
Der italienische Supercup 2016 war die 29. Auflage dieses Wettbewerbes. Dabei traf mit Juventus Turin der italienische Meister der Saison 2015/16 auf die AC Mailand, den unterlegenen Pokalfinalisten der Spielzeit 2015/16. Das Spiel fand am 23. Dezember 2016 im Jassim-Bin-Hamad-Stadion in Doha statt.
| Paarung        | Juventus Turin – AC Mailand |
| Ergebnis       | 1:1 n. V. (1:1, 1:1), 3:4 i. E. |
| Datum          | 23. Dezember 2016 |
| Stadion        | Jassim-Bin-Hamad-Stadion, Doha |
| Zuschauer      | 11.356 |
| Schiedsrichter | Antonio Damato (Barletta) |
| Tore           | 1:0 Giorgio Chiellini (18.) 1:1 Giacomo Bonaventura (38.) Elfmeterschießen: 1:0 Claudio Marchisio Gianluca Lapadula Mario Mandžukić 1:1 Giacomo Bonaventura 2:1 Gonzalo Higuaín 2:2 Juraj Kucka 3:2 Sami Khedira 3:3 Suso Paulo Dybala 3:4 Mario Pašalić                                   |
| Juventus Turin | Gianluigi Buffon – Stephan Lichtsteiner, Daniele Rugani, Giorgio Chiellini, Alex Sandro (33. Patrice Evra) – Sami Khedira, Claudio Marchisio, Stefano Sturaro (79. Mario Lemina) – Miralem Pjanić (67. Paulo Dybala) – Gonzalo Higuaín, Mario Mandžukić Cheftrainer: Massimiliano Allegri  |
| AC Mailand     | Gianluigi Donnarumma – Ignazio Abate (102. Luca Antonelli), Gabriel Paletta, Alessio Romagnoli, Mattia De Sciglio – Juraj Kucka, Manuel Locatelli (74. Mario Pašalić), Andrea Bertolacci – Suso, Carlos Bacca (102. Gianluca Lapadula), Giacomo Bonaventura Cheftrainer: Vincenzo Montella |
| Gelbe Karten   | Stephan Lichtsteiner (35.), Gonzalo Higuaín (120.+1') – Alessio Romagnoli (43.), Juraj Kucka (58.), Mattia De Sciglio (70.) |

### 2017
Der italienische Supercup 2017 war die 30. Auflage dieses Wettbewerbes. Dabei traf mit Juventus Turin der italienische Meister der Saison 2016/17 auf Lazio Rom, den unterlegenen Pokalfinalisten der Spielzeit 2016/17. Das Spiel fand am 13. August 2017 im Stadio Olimpico in Rom statt.
| Paarung        | Juventus Turin – Lazio Rom |
| Ergebnis       | 2:3 (0:1) |
| Datum          | 13. August 2017 |
| Stadion        | Stadio Olimpico, Rom |
| Zuschauer      | 52.000 |
| Schiedsrichter | Davide Massa (Imperia) |
| Tore           | 0:1 Ciro Immobile (32., Foulelfmeter) 0:2 Ciro Immobile (54.) 1:2 Paulo Dybala (85.) 2:2 Paulo Dybala (90.+1', Foulelfmeter) 2:3 Alessandro Murgia (90.+3') |
| Juventus Turin | Gianluigi Buffon – Andrea Barzagli, Medhi Benatia (56. Mattia De Sciglio), Giorgio Chiellini, Alex Sandro – Sami Khedira, Miralem Pjanić – Juan Cuadrado (57. Douglas Costa), Paulo Dybala, Mario Mandžukić (72. Federico Bernardeschi) – Gonzalo Higuaín Cheftrainer: Massimiliano Allegri |
| Lazio Rom      | Thomas Strakosha – Wallace, Stefan de Vrij, Ștefan Radu – Dušan Basta (75. Adam Marušić), Marco Parolo, Lucas Leiva (80. Alessandro Murgia), Luis Alberto, Senad Lulić (75. Jordan Lukaku) – Ciro Immobile, Sergej Milinković-Savić Cheftrainer: Simone Inzaghi                             |
| Gelbe Karten   | Gianluigi Buffon (31.), Mario Mandžukić (52.), Miralem Pjanić (73.) – Lucas Leiva (41.), Senad Lulić (70.), Marco Parolo (84.), Ciro Immobile (89.) |

### 2018
Der italienische Supercup 2018 war die 31. Auflage dieses Wettbewerbes. Dabei traf mit Juventus Turin der italienische Meister der Saison 2017/18 auf die AC Mailand, den unterlegenen Pokalfinalisten der Spielzeit 2017/18. Das Spiel fand am 16. Januar 2019 im King Abdullah Sports City Stadium in Dschidda statt.
| Paarung        | Juventus Turin – AC Mailand |
| Ergebnis       | 1:0 (0:0) |
| Datum          | 16. Januar 2019 |
| Stadion        | King Abdullah Sports City Stadium, Dschidda |
| Zuschauer      | 61.235 |
| Schiedsrichter | Luca Banti (Livorno) |
| Tore           | 1:0 Cristiano Ronaldo (61.) |
| Juventus Turin | Wojciech Szczęsny – João Cancelo, Leonardo Bonucci, Giorgio Chiellini , Alex Sandro – Rodrigo Bentancur (86. Federico Bernardeschi), Miralem Pjanić (65. Emre Can), Blaise Matuidi – Douglas Costa (89. Sami Khedira), Paulo Dybala, Cristiano Ronaldo Cheftrainer: Massimiliano Allegri      |
| AC Mailand     | Gianluigi Donnarumma – Davide Calabria, Cristian Zapata, Alessio Romagnoli , Ricardo Rodríguez – Franck Kessié, Tiemoué Bakayoko, Lucas Paquetá (71. Fabio Borini) – Samu Castillejo (71. Gonzalo Higuaín), Patrick Cutrone (79. Andrea Conti), Hakan Çalhanoğlu Cheftrainer: Gennaro Gattuso |
| Gelbe Karten   | Alex Sandro (26.), Miralem Pjanić (44.), Paulo Dybala (90.+4') – Hakan Çalhanoğlu (21.), Samu Castillejo (45.+2'), Alessio Romagnoli (74.), Davide Calabria (82.), Ricardo Rodríguez (87.) |
| Platzverweise  | keine – Franck Kessié (74.) |

### 2019
Der italienische Supercup 2019 war die 32. Auflage dieses Wettbewerbes. Dabei traf mit Juventus Turin der italienische Meister der Saison 2018/19 auf Lazio Rom, den Pokalsieger der Spielzeit 2018/19. Das Spiel fand am 22. Dezember 2019 im King Saud University Stadium in Riad statt.
| Paarung        | Juventus Turin – Lazio Rom |
| Ergebnis       | 1:3 (1:1) |
| Datum          | 22. Dezember 2019 |
| Stadion        | King Saud University Stadium, Riad |
| Zuschauer      | 23.361 |
| Schiedsrichter | Gianpaolo Calvarese (Teramo) |
| Tore           | 0:1 Luis Alberto (16.) 1:1 Paulo Dybala (45.) 1:2 Senad Lulić (73.) 1:3 Danilo Cataldi (90.+4') |
| Juventus Turin | Wojciech Szczęsny – Mattia De Sciglio (55. Juan Cuadrado), Leonardo Bonucci , Merih Demiral, Alex Sandro – Miralem Pjanić – Rodrigo Bentancur, Blaise Matuidi (76. Douglas Costa) – Paulo Dybala – Gonzalo Higuaín (66. Aaron Ramsey), Cristiano Ronaldo Cheftrainer: Maurizio Sarri |
| Lazio Rom      | Thomas Strakosha – Luiz Felipe, Francesco Acerbi, Ștefan Radu – Lucas Leiva (64. Danilo Cataldi) – Manuel Lazzari, Sergej Milinković-Savić, Luis Alberto (67. Marco Parolo), Senad Lulić – Ciro Immobile (82. Felipe Caicedo), Joaquín Correa Cheftrainer: Simone Inzaghi            |
| Gelbe Karten   | Blaise Matuidi (9.), Rodrigo Bentancur (48.), Maurizio Sarri (90.) – Lucas Leiva (35.), Luis Alberto (58.), Danilo Cataldi (90.+2') |
| Platzverweise  | Rodrigo Bentancur (90.+3') – keine |

### 2020
Der italienische Supercup 2020 war die 33. Auflage dieses Wettbewerbes. Dabei traf mit Juventus Turin der italienische Meister der Saison 2019/20 auf die SSC Neapel, den Pokalsieger der Spielzeit 2019/20. Das Spiel fand am 20. Januar 2021 im Mapei Stadium – Città del Tricolore in Reggio nell’Emilia statt.
| Paarung        | Juventus Turin – SSC Neapel |
| Ergebnis       | 2:0 (0:0) |
| Datum          | 20. Januar 2021 |
| Stadion        | Mapei Stadium – Città del Tricolore, Reggio nell’Emilia |
| Zuschauer      | unter Ausschluss der Öffentlichkeit |
| Schiedsrichter | Paolo Valeri (Rom) |
| Tore           | 1:0 Cristiano Ronaldo (64.) 2:0 Álvaro Morata (90.+5') |
| Juventus Turin | Wojciech Szczęsny – Juan Cuadrado, Leonardo Bonucci, Giorgio Chiellini , Danilo – Arthur, Rodrigo Bentancur (84. Adrien Rabiot), Weston McKennie, Federico Chiesa (46. Federico Bernardeschi) – Dejan Kulusevski (84. Álvaro Morata), Cristiano Ronaldo Cheftrainer: Andrea Pirlo                    |
| SSC Neapel     | David Ospina – Giovanni Di Lorenzo, Kostas Manolas, Kalidou Koulibaly, Mário Rui (84. Matteo Politano) – Diego Demme (84. Fernando Llorente), Tiemoué Bakayoko (67. Eljif Elmas), Hirving Lozano, Piotr Zieliński, Lorenzo Insigne – Andrea Petagna (72. Dries Mertens) Cheftrainer: Gennaro Gattuso |
| Gelbe Karten   | Cristiano Ronaldo (74.) – Piotr Zieliński (89.) |
| Besonderheiten | Insigne verschießt Foulelfmeter (80.) |

### 2021
Der italienische Supercup 2021 war die 34. Auflage dieses Wettbewerbes. Dabei traf mit Inter Mailand der italienische Meister der Saison 2020/21 auf Juventus Turin, den Pokalsieger der Spielzeit 2020/21. Das Spiel fand am 12. Januar 2022 im Giuseppe-Meazza-Stadion in Mailand statt.
| Paarung        | Inter Mailand – Juventus Turin |
| Ergebnis       | 2:1 n. V. (1:1, 1:1) |
| Datum          | 12. Januar 2022 |
| Stadion        | Giuseppe-Meazza-Stadion, Mailand |
| Zuschauer      | 29.696 |
| Schiedsrichter | Daniele Doveri (Rom) |
| Tore           | 0:1 Weston McKennie (25.) 1:1 Lautaro Martínez (35., Foulelfmeter) 2:1 Alexis Sánchez (120.+1') |
| Inter Mailand  | Samir Handanovič – Milan Škriniar, Stefan de Vrij, Alessandro Bastoni – Denzel Dumfries (89. Matteo Darmian), Nicolò Barella (89. Arturo Vidal), Marcelo Brozović, Hakan Çalhanoğlu, Ivan Perišić (100. Federico Dimarco) – Edin Džeko (75. Joaquín Correa), Lautaro Martínez (75. Alexis Sánchez) Cheftrainer: Simone Inzaghi |
| Juventus Turin | Mattia Perin – Mattia De Sciglio, Daniele Rugani, Giorgio Chiellini , Alex Sandro – Weston McKennie, Manuel Locatelli (90. Rodrigo Bentancur), Adrien Rabiot – Dejan Kulusevski (74. Paulo Dybala), Álvaro Morata (88. Moise Kean), Federico Bernardeschi (79. Arthur) Cheftrainer: Massimiliano Allegri                       |
| Gelbe Karten   | Edin Džeko (60.), Joaquín Correa (106.), Arturo Vidal (118.), Alexis Sánchez (120.+2') – Federico Bernardeschi (43.), Paulo Dybala (105.), Daniele Rugani (109.) |

### 2022
Der italienische Supercup 2022 war die 35. Auflage dieses Wettbewerbes. Dabei traf mit der AC Mailand der italienische Meister der Saison 2021/22 auf Inter Mailand, den Pokalsieger der Spielzeit 2021/22. Das Spiel fand am 18. Januar 2023 im König-Fahd-Stadion in Riad statt.
| Paarung        | AC Mailand – Inter Mailand |
| Ergebnis       | 0:3 (0:2) |
| Datum          | 18. Januar 2023 |
| Stadion        | König-Fahd-Stadion, Riad |
| Schiedsrichter | Fabio Maresca (Neapel) |
| Tore           | 0:1 Federico Dimarco (10.) 0:2 Edin Džeko (21.) 0:3 Lautaro Martínez (77.) |
| AC Mailand     | Ciprian Tătărușanu – Theo Hernández, Simon Kjær (65. Pierre Kalulu), Fikayo Tomori, Davide Calabria (80. Sergiño Dest) – Sandro Tonali, Ismaël Bennacer, Brahim Díaz (65. Charles De Ketelaere) – Rafael Leão, Olivier Giroud (81. Ante Rebić), Junior Messias (65. Divock Origi) Cheftrainer: Stefano Pioli                         |
| Inter Mailand  | André Onana – Alessandro Bastoni (85. Stefan de Vrij), Francesco Acerbi, Milan Škriniar – Federico Dimarco (63. Robin Gosens), Hakan Çalhanoğlu (84. Kristjan Asllani), Henrich Mchitarjan, Nicolò Barella (84. Roberto Gagliardini), Matteo Darmian – Lautaro Martínez, Edin Džeko (71. Joaquín Correa) Cheftrainer: Simone Inzaghi |
| Gelbe Karten   | Theo Hernández (77.), Sandro Tonali (85.) – Nicolò Barella (33.), Hakan Çalhanoğlu (72.), Lautaro Martínez (79.) |

### 2023
Der italienische Supercup 2023 war die 36. Auflage dieses Wettbewerbes. Erstmals wurde der Titel zwischen vier Mannschaften und beginnend mit einem Halbfinale ausgespielt. Dabei traf mit der SSC Neapel der italienische Meister der Saison 2022/23 auf die AC Florenz, den Pokalfinalisten der Spielzeit 2022/23, sowie mit Inter Mailand der Pokalsieger der Spielzeit 2022/23 auf Lazio Rom, den Vizemeister der Saison 2022/23. Die Spiele fanden vom 18. bis 22. Januar 2024 im KSU Stadium in Riad statt.

#### Halbfinale
| Paarung        | SSC Neapel – AC Florenz |
| Ergebnis       | 3:0 (1:0) |
| Datum          | 18. Januar 2024 |
| Stadion        | KSU Stadium, Riad |
| Zuschauer      | 9.762 |
| Schiedsrichter | Federico La Penna (Rom) |
| Tore           | 1:0 Giovanni Simeone (22.) 2:0 Alessio Zerbin (84.) 3:0 Alessio Zerbin (86.) |
| SSC Neapel     | Pierluigi Gollini – Giovanni Di Lorenzo , Amir Rrahmani, Juan Jesus – Pasquale Mazzocchi (81. Alessio Zerbin), Stanislav Lobotka, Jens Cajuste (77. Gianluca Gaetano), Mário Rui (72. Leo Østigård) – Matteo Politano (72. Jesper Lindstrøm), Giovanni Simeone, Chwitscha Kwarazchelia (72. Piotr Zieliński) Cheftrainer: Walter Mazzarri |
| AC Florenz     | Pietro Terracciano – Michael Kayode, Nikola Milenković, Lucas Martínez Quarta (88. Antonín Barák), Cristiano Biraghi (68. Fabiano Parisi) – Arthur Melo, Alfred Duncan – Jonathan Ikoné (57. M’Bala Nzola), Giacomo Bonaventura (88. Davide Faraoni), Josip Brekalo (57. Riccardo Sottil) – Lucas Beltrán Cheftrainer: Vincenzo Italiano  |
| Gelbe Karten   | keine – Cristiano Biraghi (51.) |
| Besonderheiten | Ikoné verschießt Foulelfmeter (44.) |

| Paarung        | Inter Mailand – Lazio Rom |
| Ergebnis       | 3:0 (1:0) |
| Datum          | 19. Januar 2024 |
| Stadion        | KSU Stadium, Riad |
| Zuschauer      | 20.767 |
| Schiedsrichter | Matteo Marchetti (Lido di Ostia) |
| Tore           | 1:0 Marcus Thuram (17.) 2:0 Hakan Çalhanoğlu (50., Foulelfmeter) 3:0 Davide Frattesi (87.) |
| Inter Mailand  | Yann Sommer – Benjamin Pavard, Francesco Acerbi, Alessandro Bastoni (66. Stefan de Vrij) – Matteo Darmian, Nicolò Barella (66. Davide Frattesi), Hakan Çalhanoğlu (81. Kristjan Asllani), Henrich Mchitarjan, Federico Dimarco – Marcus Thuram (74. Alexis Sánchez), Lautaro Martínez (74. Marko Arnautović) Cheftrainer: Simone Inzaghi |
| Lazio Rom      | Ivan Provedel – Manuel Lazzari (83. Elseid Hysaj), Mario Gila, Alessio Romagnoli, Adam Marušić (66. Luca Pellegrini) – Mattéo Guendouzi (50. Luis Alberto), Nicolò Rovella (50. Danilo Cataldi), Matías Vecino – Felipe Anderson, Ciro Immobile , Pedro (66. Gustav Isaksen) Cheftrainer: Maurizio Sarri                                 |
| Gelbe Karten   | Hakan Çalhanoğlu (79.) – Alessio Romagnoli (64.), Matías Vecino (70.) |

#### Finale
| Paarung        | SSC Neapel – Inter Mailand |
| Ergebnis       | 0:1 (0:0) |
| Datum          | 22. Januar 2024 |
| Stadion        | KSU Stadium, Riad |
| Zuschauer      | 24.900 |
| Schiedsrichter | Antonio Rapuano (Rimini) |
| Tore           | 0:1 Lautaro Martínez (90.+1') |
| SSC Neapel     | Pierluigi Gollini – Giovanni Di Lorenzo , Amir Rrahmani, Juan Jesus – Pasquale Mazzocchi (74. Mário Rui), Stanislav Lobotka, Jens Cajuste (74. Giacomo Raspadori), Alessio Zerbin (58. Leo Østigård) – Matteo Politano (70. Jesper Lindstrøm), Giovanni Simeone, Chwitscha Kwarazchelia (70. Gianluca Gaetano) Cheftrainer: Walter Mazzarri |
| Inter Mailand  | Yann Sommer – Benjamin Pavard, Francesco Acerbi, Stefan de Vrij (62. Carlos Augusto) – Matteo Darmian, Nicolò Barella (63. Davide Frattesi), Hakan Çalhanoğlu, Henrich Mchitarjan, Federico Dimarco (81. Marko Arnautović) – Marcus Thuram (81. Alexis Sánchez), Lautaro Martínez (90.+3' Yann Aurel Bisseck) Cheftrainer: Simone Inzaghi   |
| Gelbe Karten   | Amir Rrahmani (42.), Alessio Zerbin (46.), Giovanni Simeone (55.), Walter Mazzarri (76.), Gianluca Gaetano (90.) – Hakan Çalhanoğlu (44.), Stefan de Vrij (48.), Nicolò Barella (55.) |
| Platzverweise  | Giovanni Simeone (60.) – keine |

### 2024
Der italienische Supercup 2024 war die 37. Auflage dieses Wettbewerbes. Dabei trafen mit Inter Mailand der italienische Meister der Saison 2023/24 auf Atalanta Bergamo, den Pokalfinalisten der Spielzeit 2023/24, sowie mit Juventus Turin der Pokalsieger der Spielzeit 2023/24 auf AC Mailand, den Vizemeister der Saison 2023/24. Die Spiele fanden vom 2. bis 6. Januar 2025 im KSU Stadium in Riad statt.

#### Halbfinale
| Paarung          | Inter Mailand – Atalanta Bergamo |
| Ergebnis         | 2:0 (0:0) |
| Datum            | 2. Januar 2025 um 22 Uhr |
| Stadion          | KSU Stadium, Riad |
| Zuschauer        | 16.896 |
| Schiedsrichter   | Daniele Chiffi (Padova) |
| Tore             | 1:0 Denzel Dumfries (49.) 2:0 Denzel Dumfries (61.) |
| Inter Mailand    | Yann Sommer − Yann Bisseck, Stefan de Vrij, Alessandro Bastoni (68. Carlos Augusto) − Hakan Çalhanoğlu (68. Kristjan Asllani) − Denzel Dumfries, Nicolò Barella (81. Davide Frattesi), Henrich Mchitarjan, Federico Dimarco (76. Matteo Darmian) − Marcus Thuram (46. Mehdi Taremi), Lautaro Martínez Cheftrainer: Simone Inzaghi      |
| Atalanta Bergamo | Marco Carnesecchi − Odilon Kossounou (68. Marco Palestra), Isak Hien, Sead Kolašinac − Davide Zappacosta, Marten de Roon , Giorgio Scalvini (62. Berat Djimsiti), Matteo Ruggeri (56. Éderson) − Marco Brescianini, Lazar Samardžić (56. Charles De Ketelaere), Nicolò Zaniolo (56. Ademola Lookman) Cheftrainer: Gian Piero Gasperini |
| Gelbe Karten     | Carlos Augusto (88.) – Giorgio Scalvini (28.) |

| Paarung        | Juventus Turin – AC Mailand |
| Ergebnis       | 1:2 (1:0) |
| Datum          | 3. Januar 2025 um 22 Uhr |
| Stadion        | KSU Stadium, Riad |
| Zuschauer      | 24.783 |
| Schiedsrichter | Andrea Colombo (Como) |
| Tore           | 1:0 Kenan Yıldız (21.) 1:1 Yunus Musah (71.) 1:2 Federico Gatti (76., Eigentor) |
| Juventus Turin | Michele Di Gregorio − Nicolò Savona, Federico Gatti, Pierre Kalulu, Weston McKennie (85. Timothy Weah) − Manuel Locatelli (86. Nicolò Fagioli), Khéphren Thuram (79. Douglas Luiz) − Samuel Mbangula (65. Andrea Cambiaso), Teun Koopmeiners, Kenan Yıldız − Dušan Vlahović (65. Nicolás González) Cheftrainer: Thiago Motta |
| AC Mailand     | Mike Maignan − Emerson Royal (82. Matteo Gabbia), Malick Thiaw, Fikayo Tomori, Théo Hernández − Ismaël Bennacer (54. Yunus Musah), Youssouf Fofana − Christian Pulisic, Tijjani Reijnders, Álex Jiménez (61. Tammy Abraham) − Álvaro Morata (82. Filippo Terracciano) Cheftrainer: Sérgio Conceição                          |
| Gelbe Karten   | Weston McKennie (21.) – Emerson Royal (78.), Christian Pulisic (82.) |

#### Finale
| Paarung        | Inter Mailand – AC Mailand |
| Ergebnis       | 2:3 (1:0) |
| Datum          | 6. Januar 2025 um 22 Uhr |
| Stadion        | KSU Stadium, Riad |
| Zuschauer      | 24.841 |
| Schiedsrichter | Simone Sozza (Mailand) |
| Tore           | 1:0 Lautaro Martínez (45.+1') 2:0 Mehdi Taremi (47.) 2:1 Théo Hernández (52.) 2:2 Christian Pulisic (80.) 2:3 Tammy Abraham (90.+3') |
| Inter Mailand  | Yann Sommer − Yann Bisseck, Stefan de Vrij (84. Matteo Darmian), Alessandro Bastoni − Denzel Dumfries, Nicolò Barella (84. Davide Frattesi), Hakan Çalhanoğlu (35. Kristjan Asllani), Henrich Mchitarjan (65. Piotr Zieliński), Federico Dimarco (66. Carlos Augusto) − Mehdi Taremi, Lautaro Martínez Cheftrainer: Simone Inzaghi |
| AC Mailand     | Mike Maignan − Emerson Royal (87. Davide Calabria), Fikayo Tomori, Malick Thiaw, Théo Hernández − Yunus Musah (77. Tammy Abraham), Youssouf Fofana, Tijjani Reijnders (77. Ruben Loftus-Cheek) − Christian Pulisic, Álvaro Morata, Álex Jiménez (50. Rafael Leão) Cheftrainer: Sérgio Conceição                                    |
| Gelbe Karten   | Henrich Mchitarjan (51.), Denzel Dumfries (54.), Nicolò Barella (72.), Alessandro Bastoni (89.) – Fikayo Tomori (57.) |